# Rogówko (województwo warmińsko-mazurskie)
Rogówko (dawniej niem. Rogowken) – wieś w Polsce położona w województwie warmińsko-mazurskim, w powiecie oleckim, w gminie Kowale Oleckie. W latach 1975–1998 miejscowość położona była w województwie suwalskim.

## Historia
Wieś czynszowa założona w 1581 roku, na 40 włókach. Przywilej lokacyjny wydał książę Albrecht, wymienia się w nim, że starosta Henryk Kracht sprzedał Stańkowi Kukowskiemu z Rogowa 4 włóki z zadaniem założenia wsi czynszowej na gruntach, których nie zdołał zagospodarować wcześniejszy nabywca – Maciej Czukta z Chełch. Wynika z tego, że była to ponowna lokacja wsi.
Wieś należała do parafii Szarejki, do urzędu stanu cywilnego w Kowalach Oleckich, a dzieci uczęszczały do dwuklasowej szkoły w Szarejkach. W 1938 roku w Rogówku było 148 mieszkańców.
W 1938 r., w ramach akcji germanizacyjnej, zmieniono dawne, historyczne nazwy Rogowken, Rogowa na niemiecką Roggenfelde.